# Большой Кусмор
Большой Кусмор — село в Касимовском районе Рязанской области. Входит в состав Новодеревенского сельского поселения.

## Географическое положение
Расположено примерно в 20 км к востоку от центра города Касимова и в 10 км к юго-западу от Елатьмы.
Ближайшие населённые пункты — Новая Деревня (примыкает с юга, практически срослась с данным населённым пунктом), село Сабурово к юго-востоку, деревня Лазарево к западу.
Также Большой Кусмор поглотил бывшее селение Малый Кусмор, выделенное из его состава в конце 18 века.

## История
Название — предположительно мещерского или мордовского происхождения (эти народы проживали в данной местности).
Село Кусмор упоминается с XVI в., с 1779 г. именуется Большой Кусмор (было основано селение Малый Кусмор, ныне не существует). По ревизиям 18 в. (кроме 1795 г.) в состав Кусмора также входила соседняя Новая Деревня, которая даже не упоминалась отдельно.

### Административное положение
- до 1681 г. Касимовское ханство (в документах именуется Касимовский уезд)), Борисоглебский стан.
- 1681—1708 гг. Шацкий уезд, Борисоглебский стан.
- 1708—1725 гг. Азовская губерния, Шацкий уезд, Борисоглебский стан.
- 1725—1779 гг. Воронежская губерния, Шацкий уезд, Борисоглебский стан.
- 1779—1796 гг. Тамбовское наместничество, Елатомский уезд.
- 1796—1924 гг. Тамбовская губерния, Елатомский уезд, Больше-Кусморская волость[2].

### Помещичье владение
Приведенные ниже данные привязаны к годам переписей и ревизий в селе. Расшифровки переписей опубликовал в 2020 г. С. А. Пичугин.
- 1613: Исиней Карамышев сын Мусатов (ему же принадлежат безымянные соседние деревни и старое владение Новая Деревня)
- 1617: князь Андрей Сатыевич Урусов (до крещения Касим-мурза)
- 1647[3]:
  - № 192 За стольником князем Петром княж Семеновым сыном Прозоровским во поместье полсела Кусмора на речке на Ункуре...
  - № 193 За князь Ондреев дочерью Урусова за княжною Ириною во поместье полсела Кусмора на речке на Ункоре...
- 1678[4]:
  - № 287 За стольником за Васильем Федоровым сыном Стрешневым жеребей в селе Кусморе а в нём крестьян…
  - № 288 За стольником за Дмитреем Яковлевым сыном Стрешневым жеребей в селе Кусмуре а в нём крестьян…
  - № 289 За Федором Богдановым сыном Стрешневым жеребей в селе Кусмуре а в нём крестьян…
  - № 290 За стольником за Богданом Афанасьевым сыном Стрешневым жеребей в селе Кусмуре а в нём крестьян…
  - № 428 за стольником князем Алексеем княж Петровым сыном Прозоровским...
- 1710: крестьяне разделены между несколькими владельцами[5]:
  - князь Андрей Петров сын Хованский (ему же принадлежало Ларино и часть Полутина) — в предыдущей переписи за Дмитрием Яковлевым сыном, за Васильем Федоровым сыном, за Богданом Афанасьевым сыном, за Федором Богдановым сыном Стрешневыми
  - стольник Тимофей Иванов сын Боборыкин (ему же принадлежала часть Полутина и Ларина) — в предыдущей переписи за Фёдором Богдановым сыном Стрешневым
  - князь Иван князь-Иванов сын Долгоруков (ему же принадлежало Лазарево и Крюково) — в предыдущей переписи за стольником князем Алексеем княж Петровым сыном Прозоровским[6]}}
- В 1719—1720 гг. было несколько переписей: РГАДА. Ф. 350. Оп. 2. дела: 461, 465, 4083 и 4095.
- 1719 г. — крестьяне с. Кусмор разделены между тремя владельцами:
  - поручик Алексей Степанович Дохтуров — в прежней переписи за А. П. Хованским
  - стольник Тимофей Иванович Бубарыкин
  - стольник князь Иван Иванович Долгоруков[7].
- 1720 г. (учёт убывших) — те же 3 владельца[8]
- 1722—1727:
  - лейб-гвардии комиссар Матвей Дмитриевич Алексеев,
  - Михаил Яковлев Волуков,
  - князь Иван Иванович Долгоруков,
  - дьячки[9]
- В ревизии 1745 г. Кусмор (включает население соседней Новой Деревни, которая не упоминается отдельно)
  - владелец — капитан Иван Михайлов сын Нарышкин (1715—1759, умер в звании статского советника) (лл.28-44) — перешли от И. И. Долгорукова
  - вдова Мавра Анисимова дочь Даниловская жена Чевкина (л. 44-47)[10]
- В ревизии 1762:
  - Наталья Ивановна Нарышкина (1744—1817), дочь покойного И. М. Нарышкина (лл. 51-75). В этой ревизии указано, что небольшая часть крестьянских жён была переселена из с. Яхонтово Саранского уезда, которое также принадлежало Нарышкину[11] В той же ревизии вслед за Кусмором идут деревни Лазарево и Крюково той же владелицы (лл. 76-105).
  - В той же ревизии в Кусморе, а также в Полутино и Ларино числятся крестьяне вдовы камергерши Мавры Анисимовны Даниловской жены Чевкиной (лл. 107—132)
- 1782 (не сохранилась) и 1795: начиная с этих ревизий, Новая Деревня учитывается отдельно от Кусмора
- 1832 (исповедная ведомость) и 1834 (ревизия): крестьяне записаны за покойной Натальей Ивановной Нарышкиной (умерла незамужней, крестьяне перешли её племяннице А. И. Щербатовой)
- 1858 (последняя ревизия перед крестьянской реформой 1861 г.)
  - принадлежало наследницам умершей незадолго до того генеральши Анны Ивановны Щербатовой, которая также владела (частично) соседними деревнями Новая и Щербатовка.

### Церковный приход
В селе находилась церковь Успения Пресвятой Богородицы, к приходу которой были также приписаны соседние селения: Малый Кусмор (выделилось в конце 18 в., с 20 в. вновь в составе Большого Кусмора), Новая Деревня (выделилась в конце 18 в.), Щербатово (выделилось в 1829 г.), Крюково, Курмыш и Мерлино. До 1830 х. гг. в этот же приход входили Лазарево, Ларино, Полутино и Ушаково (ныне исчезло).

## Население
| 2010 |
| ---- |
| 227  |

## Инфраструктура
Личное подсобное хозяйство.

## Транспорт
Село находится на автодороге 61 ОП РЗ 61К-052 Касимов — Новая Деревня — Елатьма — Савостьяново — Ардабьево — Дмитриево
Остановка общественного транспорта «Большой Кусмор».